# Jonas Therkelsen
Jonas Therkelsen (5 mei 2003) is een Noors voetballer die doorgaans als aanvallende middenvelder speelt. In 2022 maakte hij zijn debuut in het betaald voetbal voor Strømsgodset IF in de Noorse Eliteserien. Sinds juli 2025 staat hij onder contract bij het Duitse Holstein Kiel.

## Clubloopbaan

### Jeugd
Therkelsen begon op jonge leeftijd met voetballen bij IL Jutul en vervolgde zijn jeugdopleiding bij Fornebu FK. In 2018 sloot hij zich aan bij de jeugdopleiding van Stabæk Fotball. Een jaar later maakte hij de overstap naar de jeugdacademie van Strømsgodset IF, waar hij zich verder ontwikkelde. In het seizoen 2022 werd hij opgenomen in de het tweede elftal van de club.

### Strømsgodset IF
In het seizoen 2022 maakte Therkelsen deel uit van het tweede elftal van Strømsgodset IF. Op 8 april dat jaar stond hij voor het eerst in de basis in de Norsk Tipping-Ligaen, het vierde niveau van Noorwegen, in een wedstrijd tegen het tweede elftal van Lillestrøm SK. Zijn eerste doelpunt in het seniorenvoetbal volgde op 18 juni, in de met 2–6 gewonnen uitwedstrijd tegen Harstad IL, waarin hij in de 51e minuut de 1–5 maakte. Op 1 oktober 2022 debuteerde hij in de Eliteserien, het hoogste Noorse niveau, tijdens een uitwedstrijd tegen Vålerenga IF; hij viel in de rust in als vervanger van Ernest Boahene. Een week later, op 19-jarige leeftijd, ondertekende hij zijn eerste profcontract. In de rest van het seizoen kwam hij nog driemaal in actie voor het eerste elftal, waaronder als basisspeler in de laatste competitiewedstrijd van het seizoen tegen Bodø/Glimt.
Aan het begin van het seizoen 2023 verlengde Therkelsen zijn contract tot medio 2025. Met tien basisplaatsen brak hij dat jaar nog niet definitief door in het eerste elftal en speelde hij daarnaast een aanzienlijk aantal wedstrijden in het tweede elftal. Zijn doorbraak volgde in het seizoen 2024 onder de nieuwe hoofdtrainer Jørgen Isnes. Op 10 april 2024 maakte Therkelsen zijn eerste doelpunt in het betaald voetbal tijdens de eerste ronde van de Noorse voetbalbeker (NM-Cup). In de met 0–7 gewonnen uitwedstrijd tegen Hallingdal FK maakte hij in de blessuretijd van de eerste helft de 0–3. Een maand later scoorde hij op 28 mei zijn eerste doelpunten de competitie. In de met 1–3 gewonnen uitwedstrijd tegen Sarpsborg 08 FF maakte hij zijn beide treffers met het hoofd: in de 36e minuut opende hij de score en in de 63e minuut bracht hij de stand op 0–2. Hij wist deze lijn door te trekken en begon het seizoen 2025 als vaste basisspeler. Zijn prestaties trokken de aandacht van Holstein Kiel, dat hem tijdens de Noorse zomerstop contracteerde.

### Holstein Kiel
In de zomer van 2025 tekende Therkelsen een contract tot medio 2029 bij de club uit Noord-Duitsland.

## Clubstatistieken
| Seizoen                     | Club               | Competitie           | Competitie | Competitie | Beker | Beker | Internationaal | Internationaal | Overig | Overig | Totaal | Totaal |
| Seizoen                     | Club               | Competitie           | Wed.       | Dlp.       | Wed.  | Dlp.  | Wed.           | Dlp.           | Wed.   | Dlp.   | Wed.   | Dlp.   |
| --------------------------- | ------------------ | -------------------- | ---------- | ---------- | ----- | ----- | -------------- | -------------- | ------ | ------ | ------ | ------ |
| 2022                        | Strømsgodset IF II | Norsk Tipping-Ligaen | 19         | 5          | –     | –     | –              | –              | –      | –      | 19     | 5      |
| 2022                        | Strømsgodset IF    | Eliteserien          | 4          | 0          | –     | –     | –              | –              | –      | –      | 4      | 0      |
| 2023                        | Strømsgodset IF II | Norsk Tipping-Ligaen | 11         | 0          | –     | –     | –              | –              | –      | –      | 11     | 0      |
| 2023                        | Strømsgodset IF    | Eliteserien          | 26         | 0          | 3     | 0     | –              | –              | –      | –      | 29     | 0      |
| 2024                        | Strømsgodset IF    | Eliteserien          | 26         | 5          | 4     | 2     | –              | –              | –      | –      | 30     | 7      |
| 2025                        | Strømsgodset IF    | Eliteserien          | 7          | 2          | –     | –     | –              | –              | –      | –      | 7      | 2      |
| 2025/26                     | Holstein Kiel      | 2. Bundesliga        | 0          | 0          | 0     | 0     | –              | –              | 0      | 0      | 0      | 0      |
| Carrière totaal             | Carrière totaal    | Carrière totaal      | 93         | 12         | 7     | 2     | –              | –              | –      | –      | 100    | 15     |
| Bijgewerkt tot 26 juli 2025 |                    |                      |            |            |       |       |                |                |        |        |        |        |

## Interlandloopbaan
Therkelsen kwam uit voor zowel Noorwegen –20 als Noorwegen –21, zonder met beide teams deel te nemen aan een eindtoernooi. Na het seizoen 2022 werd hij door bondscoach Bard Wiggen geselecteerd als vervanger voor de oefenwedstrijden van Noorwegen –20 tegen België en Duitsland. Op 19 november 2022 maakte hij zijn debuut in deze leeftijdscategorie, in een met 2-1 verloren wedstrijd tegen Duitsland. In totaal speelde hij acht jeugdinterlands, waarin hij niet tot scoren kwam.
| Jeugdinterlands van Jonas Therkelsen voor Noorwegen () | Jeugdinterlands van Jonas Therkelsen voor Noorwegen () | Jeugdinterlands van Jonas Therkelsen voor Noorwegen () | Jeugdinterlands van Jonas Therkelsen voor Noorwegen () | Jeugdinterlands van Jonas Therkelsen voor Noorwegen () | Jeugdinterlands van Jonas Therkelsen voor Noorwegen () |
| №                                                      | Datum                                                  | Wedstrijd                                              | Uitslag                                                | Soort Wedstrijd                                        | Doelpunten                                             |
| Als speler bij Noorwegen –20                           | Als speler bij Noorwegen –20                           | Als speler bij Noorwegen –20                           | Als speler bij Noorwegen –20                           | Als speler bij Noorwegen –20                           | Als speler bij Noorwegen –20                           |
| ------------------------------------------------------ | ------------------------------------------------------ | ------------------------------------------------------ | ------------------------------------------------------ | ------------------------------------------------------ | ------------------------------------------------------ |
| 1.                                                     | 19 november 2022                                       | Duitsland – Noorwegen                                  | 2 – 1                                                  | Vriendschappelijk                                      |                                                        |
| 2.                                                     | 22 november 2022                                       | België – Noorwegen                                     | 2 – 1                                                  | Vriendschappelijk                                      |                                                        |
| 3.                                                     | 27 maart 2023                                          | Noorwegen – Roemenië                                   | 4 – 0                                                  | Vriendschappelijk                                      |                                                        |
| 4.                                                     | 12 oktober 2023                                        | Noorwegen – Tsjechië                                   | 2 – 1                                                  | Vriendschappelijk                                      |                                                        |
| 5.                                                     | 16 oktober 2023                                        | Noorwegen – Roemenië                                   | 5 – 0                                                  | Vriendschappelijk                                      |                                                        |
| 6.                                                     | 17 november 2023                                       | Portugal – Noorwegen                                   | 2 – 1                                                  | Vriendschappelijk                                      |                                                        |
| Als speler bij Noorwegen –21                           |                                                        |                                                        |                                                        |                                                        |                                                        |
| 1.                                                     | 15 juni 2023                                           | Schotland – Noorwegen                                  | 0 – 0                                                  | Vriendschappelijk                                      |                                                        |
| 2.                                                     | 18 juni 2023                                           | Schotland – Noorwegen                                  | 1 – 1                                                  | Vriendschappelijk                                      |                                                        |
| Bijgewerkt tot 26 juli 2025                            |                                                        |                                                        |                                                        |                                                        |                                                        |